# Eleonora Magdalena Gonzaga von Mantua-Nevers

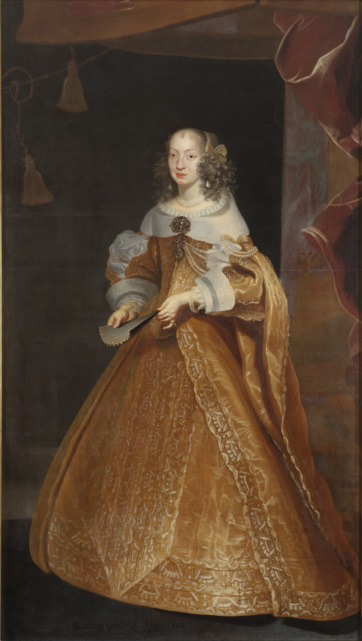
Eleonora Gonzaga

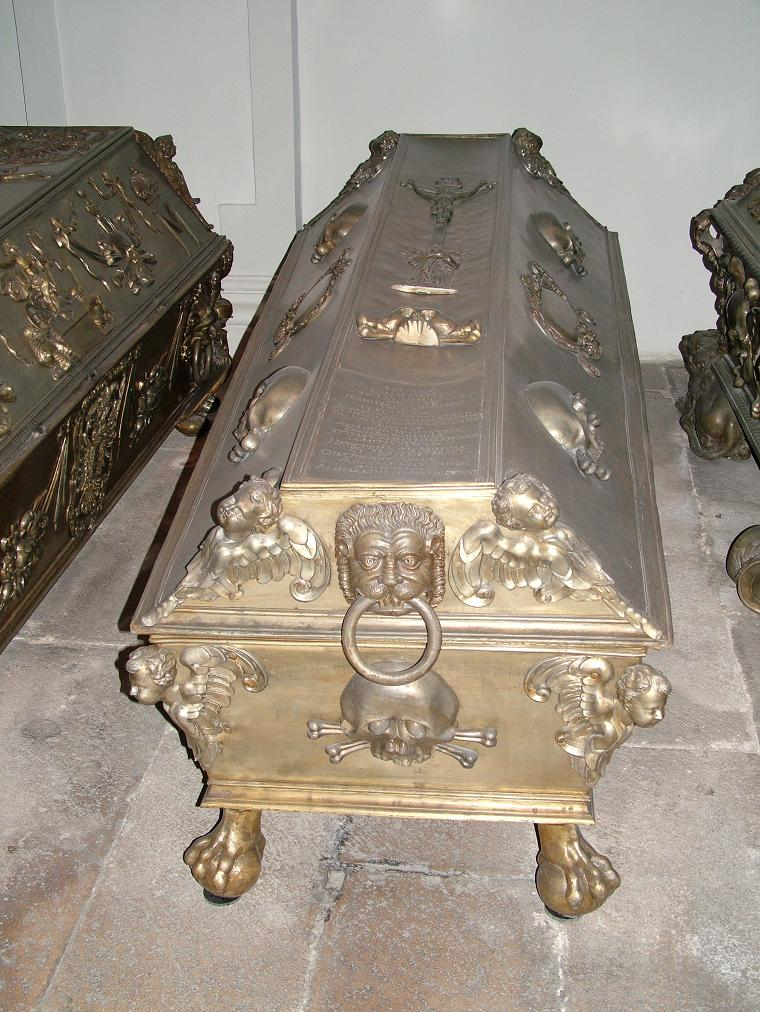
Grab der Kaiserin Eleonora Magdalena Gonzaga

Eleonora Magdalena Gonzaga von Mantua-Nevers (* 18. November 1628 in Mantua; † 6. Dezember 1686 in Wien) war die dritte Ehefrau Kaiser Ferdinands III.

## Leben
Eleonora Magdalena war die älteste Tochter Herzog Carlo II. von Gonzaga-Nevers, Herzog von Mantua, und seiner Nichte Maria Gonzaga. Carlo II. starb bereits 1631 vor seinem Vater.
Ihre Mutter übernahm nach dem Tod von Carlo I. 1637 für Eleonoras jüngeren Bruder Carlo III. die Regentschaft und versuchte eine politische Annäherung an den Wiener Kaiserhof in die Wege zu leiten. In diesem Zusammenhang kann auch die Heirat von Eleonora mit Kaiser Ferdinand III. gesehen werden, die am 30. April 1651 in Wiener Neustadt geschlossen wurde. Am 22. März 1651 verließ Eleonora mit ihrem Gefolge Mantua und reiste über Villach und Graz nach Wiener Neustadt, wo sie am 30. April 1651 Kaiser Ferdinand III. heiratete. Ferdinand III. war zu diesem Zeitpunkt bereits zwei Mal verwitwet, nach den Ehen mit Maria Anna von Spanien und Maria Leopoldine von Österreich-Tirol. Finanziell gab es vor der Eheschließung mit Eleonora Gonzaga durchaus Kontroversen, beide Höfe waren durch den Dreißigjährigen Krieg bzw. den Mantuanischen Erbfolgekrieg ausgehungert.
Eleonoras Stellung am Wiener Hof und bei Ferdinand III. schien durchwegs wertschätzend und respektierend gewesen zu sein, wesentliche Haltungen wie Frömmigkeit, Musik und Jagdleidenschaften wurden geteilt, wenngleich die Ehe nach nur sechs Jahren durch den Tod Ferdinand III. im Jahr 1657 endete. Für Ferdinand III. spielte die Musik zudem auch eine nicht nur repräsentative Rolle, ging er doch auch als komponierender Habsburger in die Geschichte ein. Ihr Eintritt in die neue Familie am Wiener Hof dürfte natürlich auch durch ihre Großtante Eleonora I., welche die zweite Ehefrau Ferdinand II. war und bis 1655 ebenso in Wien residierte, vergleichsweise leicht gestaltet worden sein.
Ebenso ein enges Verhältnis entstand auch zu ihrem Stiefsohn Leopold I., der ab 1657 das Erbe seines Vaters Ferdinand III. antrat. Nach dem Tod ihres Mannes blieb sie so mit ihren beiden Töchtern in der Hofburg wohnen. Auch wurde, wie es scheint, eine weitere Verheiratung von Eleonora mit dem polnischen König Johann Kasimir angedacht, welche jedoch nicht zustande kam.
Eleonora Magdalena von Mantua-Nevers-Gonzaga gehört zu jenen 41 Personen, die eine „Getrennte Bestattung“ mit Aufteilung des Körpers auf alle drei traditionellen Wiener Begräbnisstätten der Habsburger (Kaisergruft, Herzgruft, Herzogsgruft) erhielten.

### Pietas
Eleonora galt als eine sehr gebildete und fromme Frau. Sie schrieb selbst religiöse Gedichte in italienischer Sprache, leitete eine literarische Akademie und förderte das kulturelle Leben Wiens. Obwohl sie sehr fromm war, diskriminierte sie keine protestantischen Autoren. Sie gründete mehrere Klöster, so 1660 das Ursulinenkloster in Wien. Sie war auch die Schirmherrin des in Wiener Neustadt gegründeten Karmeliterinnenklosters. Ebenso stiftete sie 1662 einen Orden namens Sklavinnen der Tugend für Damen der Aristokratie.
Auch ist es vermutlich ihrem religiösen Eifer zu verdanken, dass in ihrer Zeit in Wien das Oratorium eine wesentliche Rolle spielt, wie auch der erste Kapellmeister ihrer Witwenkapelle, Giuseppe Tricarico, Erfahrungen in der römischen Oratorienpraxis mitbringen konnte.

### Nachkommen
Aus der Ehe mit Ferdinand III. gingen vier Kinder hervor, von denen aber nur zwei das Erwachsenenalter erreichten.
1. Theresia (1652–1653)
2. Eleonore Maria Josepha (1653–1697); ⚭ Michael I., König von Polen
3. Maria Anna Josepha (1654–1689); ⚭ Johann Wilhelm, Pfalzgraf von Neuburg
4. Ferdinand (1657–1658)

## Die Mäzenin
Die Erweiterung der Wiener Hofburg um den leopoldinischen Trakt geht auf sie zurück. Als im Februar 1668 dort ein Feuer ausbrach und fast das gesamte Gebäude vernichtete, fand man später unter den Trümmern ein unversehrtes Reliquienkreuz. Aus diesem Anlass gründete die Kaiserin den Sternkreuzorden.
Nachdem Eleonora 1657 zur Witwe wurde, war sie kulturell und religiös weiterhin aktiv. So spielte sie auch am Hof ihres Stiefsohnes, des Kaisers Leopold I. eine bedeutende Rolle, veranstaltete Feste und ließ Ballette aufführen.
Sowohl Eleonora Magdalena Gonzaga als auch Eleonora I. ließen beachtlich viele Musiker aus dem italienischen Raum anstellen und brachten damit auch einige musikalische Neuerungen nach Wien. Und wohl auch durch den Einfluss beider Gonzaga-Kaiserinnen, sowie die vielen verwandtschaftlichen Verbindungen der Habsburger zu italienischen Höfen, war das Wiener Hofleben nie italienischer geprägt als in der zweiten Hälfte des 17. Jahrhunderts.  Eleonora Magdalena sorgte etwa dafür, dass die (damals noch neue Gattung) italienische Oper, die zu einem wesentlichen Teil durch Eleonora I. an den Wiener Kaiserhof kam, weiter gepflegt wurde.  Nach dem Dreißigjährigen Krieg wuchs schließlich die Zahl an aufgeführten italienischen Opern stark an. Intensiviert wurde die Opernpflege natürlich auch noch durch ihren musikbegeisterten Stiefsohn Leopold I. Ab der Zeit ihrer Witwenschaft gab Eleonora stets für den Geburtstag des Kaisers am 9. Juni eine Oper in Auftrag, welche in ihrer Sommerresidenz, der neuen Favorita (heutiges Theresianum) im jetzigen 4. Wiener Gemeindebezirk, aufgeführt wurde. Die Favorita verfügte über ein Gartentheater und ein Theatergebäude („Comoedi-Saal“) und war Schauplatz prächtiger Feste und Opernaufführungen.

Auch aus der Zeit Eleonoras stammt die musikalische Gattung des Sepolcro, welche nur zu Gründonnerstag und Karfreitag aufgeführt wurden.

Mit nach Wien schien Eleonora auch die Theaterarchitekten und Bühnenbildner Giovanni Burnacini genommen zu haben. Der Sohn Lodovico Ottavio Burnacini wurde 1636 geboren und kam gemeinsam mit seinem Vater Giovanni Burnacini im Gefolge mit Eleonora 1651 nach Wien. Sie bekamen immer wieder große Aufträge sowohl von Ferdinand III. als auch von Leopold I. und waren zu jener Zeit die einzigen Bühnenarchitekten in Wien. Lodovico Burnacini entwarf so bei Hof Dekorationen, Bühnenmaschinen und Kostüme für alle Art theatralischen Aufführungen in Wien.

### Witwenkapelle
Nach dem Tod Ferdinands III. leistete sich Eleonora II. eine eigene Kapelle. Die Gründung geht auf das Jahr 1657 zurück, bestand bis 1686 und umfasste in der Regel 25 Mitglieder.
Die Kapelle bestand aus:
- Einem Kapellmeister
- 20 Musikern
- Einem Notist
- Einem Instrumentendiener
- Einem Spenditore (Stimmausteiler)
- Einem Kalkanten (Balgtreter)

### Akademien
Auf die Zeit Eleonoras gingen auch die sogenannten Akademien zurück, die ihr schon aus Mantua bekannt gewesen sein dürften. Bei den Akademien wurden im Wechsel mit Musikstücken und Dichtungen verschiedene Themen erörtert. Die ersten Akademien wurden von Erzherzog Leopold Wilhelm gegründet und dienten sowohl der Pflege der italienischen Dicht- und Redekunst als auch der Darbietung italienischer Kammermusik. Gedacht war es außerdem natürlich als anspruchsvolle Unterhaltung der kaiserlichen Familie und des Hofadels. Teilnehmer waren außerdem Angehörige des Hofstaats und Diplomaten aus Italien.